# Alysia sophia
Alysia sophia är en stekelart som beskrevs av Alexander Henry Haliday 1838. Alysia sophia ingår i släktet Alysia och familjen bracksteklar. Arten är reproducerande i Sverige. Inga underarter finns listade i Catalogue of Life.